# Shorne
Shorne is een civil parish in het bestuurlijke gebied Gravesham, in het Engelse graafschap Kent.